# Elżbieta Kal
Elżbieta Kal (ur. 1962) – polska historyk sztuki, specjalizująca się w sztuce nowoczesnej; muzealnik; nauczyciel akademicki związana z Akademią Pomorską w Słupsku.

## Życiorys
Urodziła się w 1962 roku. Po maturze podjęła studia na kierunku historia sztuki na Wydziale Filozoficzno-Historycznym Uniwersytetu Wrocławskiego. Zakończyła je z wyróżnieniem, pisząc pracę magisterską poświęconą monografii obrazu św. Anny Samotrzeciej ze Strzegomia w Muzeum Narodowym we Wrocławiu w 1986 roku.
Bezpośrednio po ukończeniu studiów została pracownikiem Muzeum w Lęborku, będąc w latach 1991-1999 dyrektorem tej placówki. Była współzałożycielką muzealnej galerii, zorganizowała szereg wystaw indywidualnych i zbiorowych sztuki współczesnej, a także inicjatorką Nagrody Jednego Stopnia Galerii "Strome Schody" oraz konferencji naukowych i akcji plastycznych. W 1995 roku kontynuowała dalsze kształcenie w ramach studiów doktoranckich na swojej macierzystej uczelni. W 1999 roku uzyskała stopień naukowy doktora nauk humanistycznych w zakresie nauk o sztuce na podstawie pracy pt. Malarstwo gdańskie w latach 1945-1959. Ludzie, słowa i obrazy, której promotorem był prof. Paweł Maria Banaś.
W 2000 roku została pracownikiem naukowym Pomorskiej Akademii Pedagogicznej w Słupsku (obecnie Akademia Pomorska). Początkowo pracowała jako adiunkt w Zakładzie Teorii Sztuki w Katedrze Sztuki Muzycznej na Wydziale Pedagogicznym. Jednocześnie do 2002 roku wykładała historię sztuki nowoczesnej polskiej i powszechnej na Uniwersytecie Gdańskim. W roku akademickim 2002/2003 została etatowym pracownikiem Instytutu Historii, a od 2010 roku Instytutu Polonistyki Akademii Pomorskiej. W 2012 roku Rada Wydziału Nauk Historycznych i Pedagogicznych Uniwersytetu Wrocławskiego nadała jej stopień naukowy doktora habilitowanego nauk humanistycznych w zakresie nauk o sztuce o specjalności historia sztuki, na podstawie rozprawy nt. "Tego się nie krytykuje, na kogo się nie liczy". Polska krytyka artystyczna okresu realizmu socjalistycznego. Wraz z nowym tytułem naukowym otrzymała awans na stanowisko profesora nadzwyczajnego na słupskiej akademii.
Poza słupską uczelnią jest członkiem gdańskiego oddziału Stowarzyszenia Historyków Sztuki oraz Rady Muzeum Pomorza Środkowego w Słupsku. Współpracuje z Uniwersytetem Gdańskim, Oddziałem Sztuki Współczesnej Muzeum Narodowego w Gdańsku oraz Akademią Sztuk Pięknych w Gdańsku.

## Dorobek naukowy
Zainteresowania naukowe Elżbiety Kal związane są głównie ze sztuką współczesną, ze szczególnym uwzględnieniem krytyki sztuki, socrealizmu, sztuki gdańskiej po II wojnie światowej, pomorskiej twórczości niemieckich ekspresjonistów, a także architekturze Słupska przełomu XIX i XX wieku. Do jej najważniejszych prac należą:
- Lębork, Wrocław 1993.
- Malarstwo gdańskie 1945-1959. Ludzie, słowa i obrazy, Słupsk 2009.
- "Tego się nie krytykuje, na kogo się nie liczy". Polska krytyka artystyczna okresu realizmu socjalistycznego, Słupsk 2010.